# Hội đồng Dân ủy Liên Xô 1923–1924
Hội đồng Dân ủy Liên xô 1923-1924 hay còn được gọi Hội đồng Dân ủy Đại hội Đại hội Xô Viết Liên Xô khóa I. Hội đồng Dân ủy Liên Xô được Ủy ban Chấp hành Trung ương Đại hội Đại hội Xô Viết Liên Xô phê chuẩn ngày 17/7/1923.
Hội đồng Dân ủy Đại hội Đại hội Xô Viết Liên Xô khóa I được thành lập ngay sau Hiệp ước về việc thành lập Liên Xô được các nước ký kết, giai đoạn này Liên Xô là quốc gia mới thành lập, việc kiểm soát và phát triển kinh tế được ưu tiên hàng đầu.
Hội đồng Dân ủy Liên Xô khóa I kết thúc nhiệm kỳ 2/2/1924 khi Ủy ban Chấp hành Trung ương Đại hội Đại hội Xô Viết Liên Xô phê chuẩn Hội đồng Dân ủy khóa mới.

## Thành viên
| Chức vụ          | Trực thuộc                                | Tên                              | Nhiệm kỳ      | Chức vụ Đảng                                             | Ghi chú khác                     |
| ---------------- | ----------------------------------------- | -------------------------------- | ------------- | -------------------------------------------------------- | -------------------------------- |
| Chủ tịch         | Hội đồng Dân ủy                           | Vladimir Lenin (1870-1924)       | 7/1923-1/1924 | Ủy viên Bộ Chính trị                                     | mất khi đang tại nhiệm           |
| Phó Chủ tịch     | Hội đồng Dân ủy                           | Lev Kamenev (1983-1936)          | 7/1923-2/1924 | Ủy viên Bộ Chính trị                                     |                                  |
| Phó Chủ tịch     | Hội đồng Dân ủy                           | Alexei Rykov (1881-1938)         | 7/1923-2/1924 | Ủy viên Bộ Chính trị Ủy viên Cục Tổ chức Trung ương Đảng |                                  |
| Phó Chủ tịch     | Hội đồng Dân ủy                           | Alexander Tsiurupa (1870-1928)   | 7/1923-2/1924 | Ủy viên Trung ương Đảng                                  |                                  |
| Phó Chủ tịch     | Hội đồng Dân ủy                           | Vlas Chubar (1891-1939)          | 7/1923-2/1924 | Ủy viên Trung ương Đảng                                  |                                  |
| Phó Chủ tịch     | Hội đồng Dân ủy                           | Grigol Ordzhonikidze (1886-1937) | 7/1923-2/1924 | Ủy viên Trung ương Đảng                                  |                                  |
| Phó Chủ tịch     | Hội đồng Dân ủy                           | Mamia Orakhelashvili (1881-1937) | 7/1923-2/1924 | Ủy viên dự khuyết Trung ương Đảng                        |                                  |
| Quản lý Nội vụ   | Hội đồng Dân ủy                           | Nikolai Gorbunov (1892-1938)     | 7/1923-2/1924 |                                                          |                                  |
| Ủy viên Nhân dân | Bộ Dân ủy Ngoại giao Liên bang            | Georgy Chicherin (1872-1936)     | 7/1923-2/1924 |                                                          |                                  |
| Ủy viên Nhân dân | Bộ Dân ủy Quân sự và Hải quân Liên bang   | Leon Trotsky (1879-1940)         | 7/1923-2/1924 | Ủy viên Bộ Chính trị Ủy viên Cục Tổ chức Trung ương Đảng |                                  |
| Ủy viên Nhân dân | Bộ Dân ủy Ngoại thương Liên bang          | Leonid Krasin (1870-1926)        | 7/1923-2/1924 |                                                          |                                  |
| Ủy viên Nhân dân | Bộ Dân ủy Giao thông vận tải Liên bang    | Felix Dzerzhinsky (1877-1926)    | 7/1923-2/1924 | Ủy viên Cục Tổ chức Trung ương Đảng                      |                                  |
| Ủy viên Nhân dân | Bộ Dân ủy Bưu chính và điện tín Liên bang | Ivan Smirnov (1881-1936)         | 7/1923-2/1924 |                                                          |                                  |
| Ủy viên Nhân dân | Hội đồng Kinh tế tối cao Liên hiệp        | Alexei Rykov (1881-1938)         | 7/1923-2/1924 | Ủy viên Bộ Chính trị Ủy viên Cục Tổ chức Trung ương Đảng | kiêm nhiệm Phó Chủ tịch Hội đồng |
| Ủy viên Nhân dân | Bộ Dân ủy Thực phẩm Liên hiệp             | Nikolai Bryuhanov (1878-1938)    | 7/1923-2/1924 |                                                          |                                  |
| Ủy viên Nhân dân | Bộ Dân ủy Lao động Liên hiệp              | Vasily Schmidt (1886–1938)       | 7/1923-2/1924 |                                                          |                                  |
| Ủy viên Nhân dân | Bộ Dân ủy Thanh tra Công nông Liên hiệp   | Valerian Kuybyshev (1888-1935)   | 7/1923-2/1924 |                                                          |                                  |
| Ủy viên Nhân dân | Bộ Dân ủy Tài chính Liên hiệp             | Grigori Sokolnikov (1888-1939)   | 7/1923-2/1924 | Ủy viên Trung ương Đảng                                  |                                  |